# Chitenay
Chitenay é uma comuna francesa na região administrativa do Centro, no departamento Loir-et-Cher. Estende-se por uma área de 15,58 km². Em 2010 a comuna tinha 1 118 habitantes (densidade: 71,8 hab./km²).